# Чачба, Келеш-бей
Келеш-бей (Келеш Ахмед-бей) Шервашидзе (около 1747, Константинополь — 2 мая 1808, Сухум-Кале) — владетельный князь Абхазии в 1780—1808 годах.

## Военные походы
В 1780-х вероятно участвовал в загадочном «Рухском сражении» в котором потерпел поражение.
В 1794 устроил большой поход в Мегрелию, одержал победу и укрепил за собой Самурзакан.
В 1802 году осадил Анаклию с тремя пушками и 20 000 воинов, также оказал помощь Григорию Дадиани в борьбе против имеретинского царя Соломона. Также увеличил своё влияние на абхазских князей Гечба и Маршания которые оставались фактически непокорными верховному владетелю.
В 1806 собрал большую пехоту против турецкого десанта который развернулся и не дал сражения.
Во время русско-турецкой войны, есть информация о том что отряды Келешбея участвовали в военных походах России, но при этом не принимали участие в сражениях и были расформированы, а сам Келешбей отказался осаждать Поти для русского командования показав свою независимость.

## Внешность
Очевидцы сообщали что князь был высокого роста, его состав костей и мускул показывает стройного человека, а волосы были твёрдые и красные, некоторые художники изображают Келеш-бея рыжеволосым.

## Биография
Сын Манучара Шервашидзе. В детстве Келеш-бей был доставлен в качестве заложника в Стамбул, где принял ислам. В 1770-х вернулся в Абхазию с целью взять власть на родной земле. Келешбей был послан в Звандрипш чтобы заключить мир с крупным родом Дзяпшипа, также назначен своим дядей правителем центральной Абхазии. Позже по одной из версий с помощью турецких войск Келеш-Бею удалось свергнуть своего дядю, Зураба Шервашидзе который поднял анти-турецкое восстание в 1771, и завладел княжеским троном в Абхазии.
Келеш-бей был известен своими активными попытками укрепить государственную власть и борьбой против княжества Мегрелии, так в 1794 году он захватил Зугдиди и Дадиани отказались от притензий на Самурзакан и Анаклию в том числе. В 1802 году поддержал Мегрелию в войне с Имеретией, и взамен взял в заложники наследника на мегрельский престол, заключив его в крепости Анаклия. После того как Мегрелия вошла в состав Российской империи в 1803 году также пытался искать более тесных связей (ассоциированные отношения) с Россией набиравшей могущество, которые привели к окончательному разрыву Абхазии с Османской Турцией (фактически Келеш-бей был независим от султана и самовольничал, вассалитет оставался титульной формальностью). В марте 1805 года Келеш-бей державший в заложниках наследника на мегрельский престол, столкнулся с Российскими интересами, он задерживал выдачу заложника, а потом вовсе потребовал за его освобождение 1820 рублей, это все вызвало возмущенее российских офицеров. Российское командование выбило войска Келеш-бея из его крепости Анаклия и разорило близлижащие поселения, после этого правители Самурзаканского автономного региона вышли из повиновения Келеш-бею, а затем дали присягу на верность России и Мегрельским князьям. Россия приняла Самурзакан под своё покровительство отдельно от остальной части Абхазии, так как не доверяла Келеш-бею и обвиняла его в туркофильстве. Келеш-бей обратился с жалобой к Турции, которая впрочем ни на что ни повлияла. Будучи обеспокоенным сближением Абхазии с Россией, турецкое руководство пыталось отстранить Келеш-бея от власти силой, в 1806 году турецкая эскадра хотела высадиться на побережье Абхазии, но развернулась при виде войск Келеш-бея. В конце концов, по одной версии турки свергли Шервашидзе, вступив в соглашение с сыном Шервашидзе Аслан-беем, который 2 мая 1808 года, по слухам, отравил своего отца и стал новым правителем Абхазии. Есть вторая версия что заговор на самом деле совершил Сефер-бей и Нина Дадиани, который вступил в дружественные отношения с Мегрелией и Россией.

## Семья
У правителя Абхазии было множество детей от разных браков (первой его женой была княжна Мариам Дзапш-Ипа, второй была княжна Рабиа Маршан, третьей же Катуала Инал-Ипа, также были у него и незаконнорождённые дети, возможны отношения с княгиней Гечба и крестьянкой Лейба).
Сыновья: Аслан-бей, Сафар Али-бей, Мехмед-бей, Гасан-бей, Батал-бей, Таир-бей (Тахир-бей), Ростом-бей, Зекир-бей, Сулейман-бей, Халил-бей.
Дочери: Нафтанна-ханум, Сельмагина-ханум, Гамедина-ханум, Рабиа-ханум, Роста-ханум (по преданию, умерла, утонув в день смерти отца), Назифа-ханум.